# Chiles uafhængighedserklæring
Chiles uafhængighedserklæring er et dokument, der proklamerer uafhængighed for Chile fra det Spanske imperium. Det første udkast blev skrevet i januar 1818, og den endelige udgave blev godkendt af den øverste diktator, Bernardo O'Higgins 12. februar samme år i Talca. Dette er tilfældet, skønt det af dokumentet selv fremgår, at det er godkendt 1. januar 1818 i Concepción. Uafhængighedsceremonien fandt sted 12. februar, som var 1-årsdagen for slaget ved Chacabuco.
Det originale dokument, som indeholdt kommentarer af O'Higgins, blev beskadiget i Palacio de la Real Audiencia de Santiago. I 1832 blev der under præsident José Joaquín Prieto sendt en ny kopi af erklæringen til O'Higgins, der nu opholdt sig i Peru, og O'Higgins underskrev denne kopi, der ligeledes senere blev underskrevet af tre af O'Higgins' ministre, Miguel Zañartu, Hipólito Villegas og José Ignacio Zenteno, der fortsat opholdt sig i Chile. Denne kopi blev opbevaret i Palacio de La Moneda i Santiago indtil 1973, hvor det under militærkuppet i 1973 blev ødelagt under kampene.